# Cyclone Nargis
Vous lisez un « article de qualité » labellisé en 2009.
Pour les articles homonymes, voir Nargis (homonymie).
Le cyclone Nargis est un cyclone tropical qui a frappé la Birmanie le 2 mai 2008, faisant officiellement 84 537 morts et 53 836 disparus selon le gouvernement birman dans un rapport de l'ASEAN. Ceci en fait la plus grande catastrophe naturelle de l'histoire du pays, selon l'introduction du rapport,. Il s'est formé le 27 avril 2008 au centre du golfe du Bengale, dans le Nord de l'océan Indien. Le service météorologique indien, dans son mandat de centre météorologique régional spécialisé de l'Organisation météorologique mondiale a nommé ce cyclone à partir de la liste des noms prévus le 28 avril. Nargis (نرگس, [næɵr.ɡɵs]), avait été suggéré par le Pakistan lors de la confection de ces listes. Ce mot vient du persan, à travers l'ourdou, pour la fleur de narcisse. Le Joint Typhoon Warning Center, chargé de la prévision pour les bases et la flotte américaine dans les océans Indien et Pacifique, a quant à lui donné le nom de cyclone tropical 01B à ce système le 27 avril.
Après une trajectoire initiale vers le nord-ouest, il a tourné vers le nord-est puis l'est, en se dirigeant vers la côte sud-ouest de la Birmanie qu'il a frappée le 2 mai vers midi TU, soit tard en soirée localement. C'est le premier cyclone tropical à avoir frappé la Birmanie depuis le cyclone Mala en 2006. Avec des vents oscillant entre 190 et 240 km/h, une onde de tempête de plus de trois mètres et des pluies diluviennes, il a fait des dégâts énormes dans la région du golfe de Martaban. Nargis est passé juste au nord de Yangon (Rangoon), la capitale économique, alors que ses vents soufflaient toujours à 130 km/h, avant de perdre sa force dans les montagnes à la frontière de la Birmanie et de la Thaïlande, tôt le 3 mai.
Les organisations non gouvernementales et le personnel des Nations unies qui ont pu s'y rendre estiment que le nombre de victimes est plus important. Un bilan final est difficile à faire puisque la junte au pouvoir en Birmanie a restreint l'accès aux secours internationaux et a contrôlé l'information. Les généraux au pouvoir n'ont même pas remis la tenue d'un référendum controversé la semaine suivant le cyclone, prétextant que la situation était sous contrôle.

## Évolution météorologique

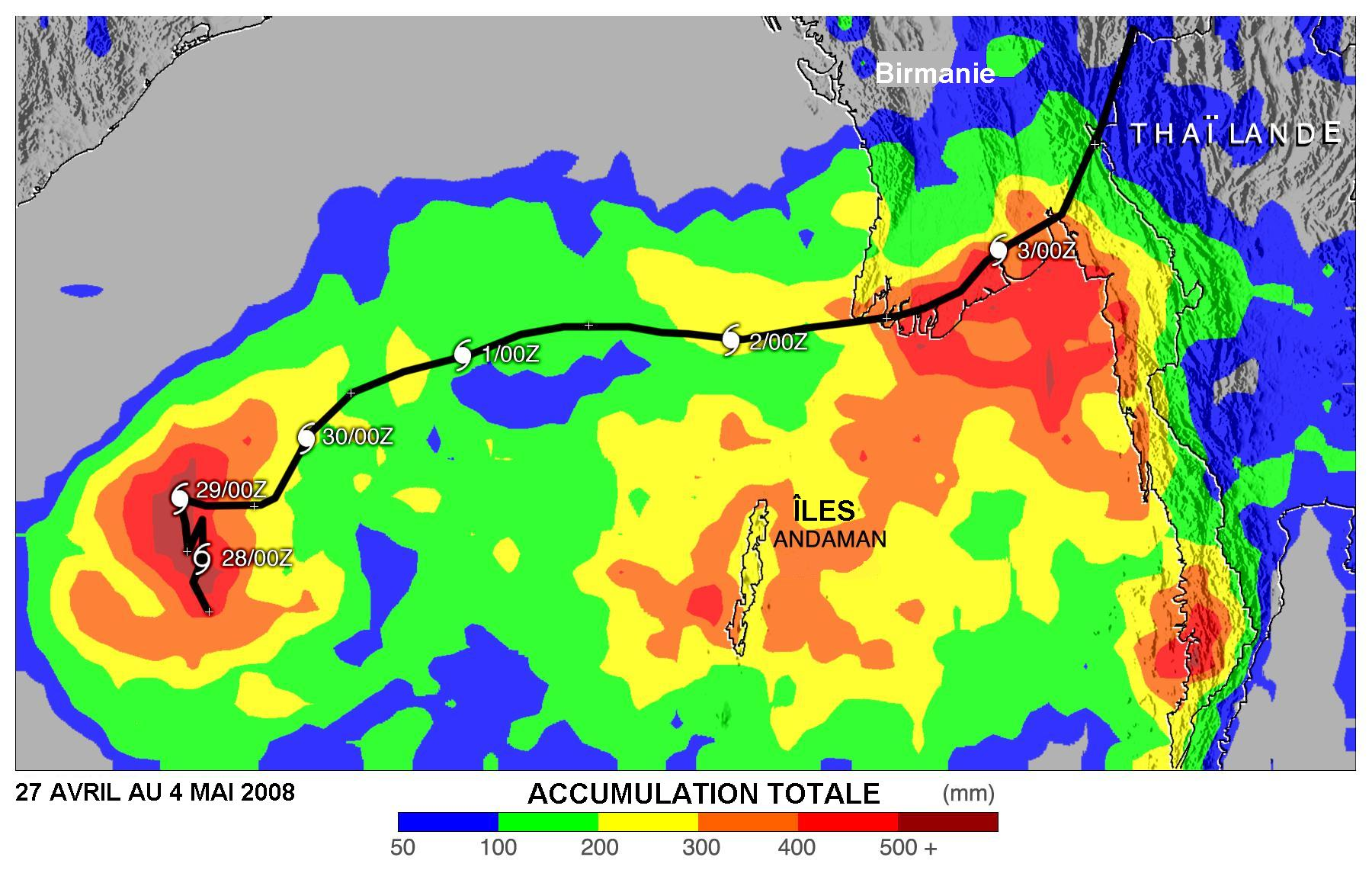
Accumulation totale de pluie le long de la trajectoire de Nargis entre le 27 avril 2008- et le 4 mai 2008- (estimé du satellite météorologique TRMM)

Durant la dernière semaine d'avril, une zone orageuse persistante, dans une circulation cyclonique de bas niveau, se trouvait à 1 150 km à l'est-sud-est de Chennai en Inde dans le golfe du Bengale. Avec un faible cisaillement vertical des vents et une bonne zone de divergence des vents en altitude, le système s'est organisé lentement et à 03 TU le 27 avril 2008, le service météorologique indien (India Meteorological Department) l'a classé comme une dépression tropicale. Neuf heures plus tard, elle s'était fortement intensifiée et le Joint Typhoon Warning Center américain (JTWC) l'a nommée Cyclone tropical 01B.
Avec une crête barométrique au nord, le cyclone s'est dirigé lentement vers le nord-nord-ouest, et les bandes orageuses l'entourant se sont organisées de mieux en mieux,. À 00 TU le 28 avril, le service météorologique indien a reclassé le système et lui a donné le nom de tempête cyclonique Nargis, alors qu'il se trouvait à environ 550 km de Chennai. Plus tard ce jour-là, Nargis est devenu presque stationnaire alors qu'il se trouvait entre deux crêtes, la première à son nord-ouest et la seconde à son sud-est. Le JTWC a reclassé ensuite Nargis au niveau équivalent d'un ouragan de catégorie 1 dans l’échelle de Saffir-Simpson et le service indien au niveau de tempête cyclonique sévère.
Un œil est apparu avec deux murs concentriques, et la chaude température de surface de la mer a accentué encore plus l'intensification du système,. Tôt le 29 avril, le JTWC estimait que les vents avaient atteint 160 km/h dans le cyclone Nargis et le service indien a rehaussé le niveau du système à celui de tempête cyclonique très sévère. Les premières estimations montraient que le cyclone frapperait le Bangladesh ou le sud-est de l'Inde,.

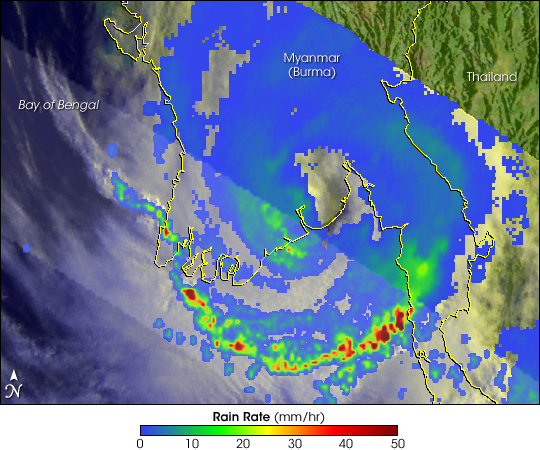
Image radar des pluies avec Nargis sur la région du delta de l'Irrawaddy le 3 mai 2008- à local (TU) par TRMM

Cependant, après un faiblissement des orages dû à de la subsidence dans l'atmosphère et le passage dans une zone d’air plus sec, la trajectoire a dévié vers le nord-est à la périphérie de la crête dans son quadrant sud-est. L'estimation par la technique de Dvorak a indiqué que le système pouvait avoir redescendu au niveau de tempête tropicale. Tard le 29, la convection atmosphérique a repris de la vigueur, mais le système a pris du temps à se ré-intensifier à cause du cisaillement vertical des vents dans la zone où il passait,.
Le 1er mai, selon une trajectoire désormais plein est, le cyclone Nargis se renforce rapidement grâce à l'approche d'un creux barométrique en altitude, accentuant la divergence des vents à ce niveau, et donc le mouvement vertical dans les orages. L’œil du cyclone atteint un diamètre de 19 km et tôt le vendredi 2 mai, le JTWC estime ses vents maximaux à 215 km/h et le service indien à 165 km/h. Provenant du Golfe du Bengale, la tempête traverse la côte sud-ouest de la Birmanie vers 12 TU, soit tard le soir localement. Les vents oscillaient entre 190 et 240 km/h.
En entrant sur la terre ferme, le cyclone perd de sa force à cause de la friction, mais la chaleur latente de la mer d'Andaman toute proche lui permet de ne le faire que lentement. Nargis tourne vers le nord-est à l'approche d'un creux barométrique de surface. Il passe juste au nord de Yangon, alors que ses vents soufflent toujours à 130 km/h. Tôt le 3 mai, le service indien émet son dernier bulletin de suivi de la tempête, qui faiblit ensuite rapidement en se dirigeant vers le nord-est dans les montagnes à la frontière entre la Birmanie et la Thaïlande. Le JTWC émit son dernier bulletin un peu plus tard.

## Préparatifs
Le service météorologique indien a recommandé aux pêcheurs de ne pas sortir durant les événements. Il prévoyait des vagues importantes et des vents violents pour les côtes du Tamil Nadu et de l'Andhra Pradesh en Inde. Les prévisions originales de la trajectoire faisaient ensuite passer le cyclone par le Bangladesh. Ce pays a un système d’alertes cycloniques et d’abris paracycloniques assez développé à la suite de désastres antérieurs. Cependant, comme ce pays souffrait encore d'un problème d'approvisionnement en nourriture à la suite du passage du cyclone Sidr en novembre 2007 et d'inondations en début de 2008, les autorités ont demandé aux fermiers le 29 avril de terminer le plus rapidement possible la récolte de riz avant l'arrivée de Nargis, et ont mis le pays en veille météorologique.
Après le changement de trajectoire vers l'est, deux jours avant que Nargis n’atteigne la Birmanie, le service météorologique indien (IMD) a prévenu du point d'impact et de la gravité du cyclone à la fois les agences birmanes et l'Organisation météorologique mondiale. L'agence birmane de météorologie n'a envoyé ni accusé de réception ni réponse, selon Mrityunjay Mohapatra, directeur du centre d'alerte pour les cyclones de l'IMD. Celui-ci a même précisé que son service avait envoyé à la Birmanie un premier bulletin dès la formation du cyclone dès le 26 avril. L'Agence de l'ONU pour la prévention des catastrophes (en) (SIPC/ISDR) a déploré l'absence d'alerte précoce en Birmanie. Selon Avaaz.org, une organisation de pression pour les droits humains, la junte birmane n'a ni prévenu ni évacué la population à temps et a coupé les communications.

## Impacts

### Sri Lanka et Inde
Au Sri Lanka, Nargis a donné des pluies abondantes causant des inondations dans dix districts du pays. Des milliers de foyers ont été inondés et 21 détruits. Au total, plus de 35 000 personnes ont été affectées sur l'île. Les districts de Ratnapura et Kegalle de la province de Sabaragamuwa ont été les plus touchés avec plus de 3 000 évacués et 4 500 laissés sans abris. Les autorités rapportent trois personnes blessées et deux morts.
Le long de la côte indienne, le brassage de la mer causé par Nargis a diminué la température de surface de la mer ce qui a aidé à diminuer la température de l'air dans une région aux prises avec une vague de chaleur extrême en cette fin d'avril. Nargis est passé au nord des îles Andaman et les vents à cet endroit ont été forts sans être extrêmes. Cependant les pluies ont été abondantes mais aucun dommage n'a été signalé.

### Birmanie

#### Matériels

Topographie de la zone sinistrée en Birmanie et trajectoire de Nargis.

Rangoon a été touchée par la catastrophe, mais ce sont les régions d'Ayeyarwady et de Pégou, ainsi que les états Môn et Karen qui en ont le plus souffert. La tempête a noyé toute la zone littorale sous la mer et des trombes d'eau. Environ 5 000 km2 ont été submergés selon Richard Horsey, le porte-parole de l'ONU à Bangkok, ce que montrent les photos satellitaires de la NASA à droite. L'état avancé de déforestation de la mangrove, qui ne joue plus son rôle de barrière naturelle, a contribué grandement à accentuer les inondations causées par l’onde de tempête de plus de trois mètres.
Au 5 mai 2008, outre les arbres déracinés, les feux de signalisation renversés, les panneaux publicitaires, ou encore les toits arrachés, près de 20 000 habitations étaient signalées détruites. Toutes les villes étaient privées d’électricité et de télécommunications. De plus, de nombreux bâtiments étaient partiellement détruits et des canalisations d’eau étaient coupées. De nombreux habitants ont dû s'approvisionner en eau chez ceux qui possédaient des puits privés. Selon la Croix-Rouge, plusieurs villages côtiers ont été complètement ravagés.
En juillet 2008, l'ASEAN a publié un rapport de situation plus complet qui mettait à jour ces données. Il  mentionne que 800 000 demeures ont été touchées : 450 000 totalement détruites et le reste étaient très endommagées. 350 000 ont été moins sévèrement touchées, pour des pertes totales de 686 milliards de kyat. Ceci est sans compter un très grand nombre de monastères, pagodes et mosquées détruits.
Selon le rapport, le cyclone a endommagé ou détruit 75 % des hôpitaux ruraux, cliniques et autres centres de santé dans les zones affectées, en particulier le long de la côte. La perte de ces bâtiments a eu un impact beaucoup plus important que leur valeur monétaire en cessant toute aide aux populations rurales. Les pertes totales au secteur de la santé a été estimé à 19 milliards K, dont les deux-tiers au secteur public.
La plupart des ménages de la zone affectée utilisent des réservoirs d’eau de pluie, des étangs communaux, des puits et la rivière pour leur approvisionnement en eau. Le cyclone a endommagé et salinisé 13 % des étangs dans la région de Rangoon mais jusqu’à 43 % dans celle d'Ayeyarwady, selon le rapport de l'ASEAN. Les routes, aéroports, chemins de fer, les ports et les communications ont subi des pertes estimées à 185 milliards K. Les routes ont été inondées ou coupées par les arbres brisés. Plusieurs ponts ont été emportés et les réseaux de distribution électriques et téléphoniques ont subi de lourdes pertes. Du côté maritime, Nargis a causé des dommages substantiels aux quais, coulé de nombreux bateaux et détruit les bâtiments annexes que l’on retrouve dans chaque village de la région. Le port de Yangon a le plus souffert du cyclone. Les chemins de fer et les aéroports n'ont eu que des dommages assez mineurs et une interruption de service temporaire.

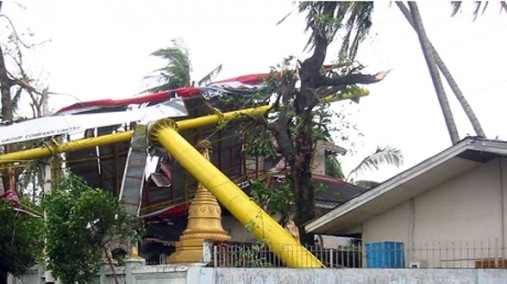
Un panneau tombé sur une pagode à Rangoon (5 mai 2008).

Selon le rapport, 50 à 60 % des écoles publiques, incluant les monastères, ont été endommagées ou détruites dans le delta. Il s’agit d’une perte de 116 milliards K, incluant les pertes de matériels éducatifs, dans un pays déjà sous la moyenne mondiale dans le niveau de scolarisation. Les écoles restantes ont servi de refuges.
L’agriculture, l’élevage et les pêcheries fournissaient deux-tiers du produit intérieur brut des régions d’Ayeyarwady et de Yangon en 2007. Entre 20 et 30 % de la population n’a pas de terres et vit de la pêche, de petits jardins et de travail sporadique. Pour les autres, la culture du riz est la plus importante récolte, suivi des mangues, des noix de coco, des bananes, du sésame et de la noix de bétel. L’élevage des bêtes de somme, des porcs, des chèvres, des volailles est également important. Le cyclone Nargis, survenu au moment des semailles a détruit non seulement les plantations mais également les outils et les semences. Les régions de Labutta, Bogale, Pyapon, Dedaye et Kyaiklat ont été les plus affectées et n'ont pas eu assez de semences pour la saison suivante. Les dommages sont estimés entre 570 et 700 milliards K. De plus, les récoltes suivantes ont été affectées par la perte de terre due à l’érosion et la perte de main d’œuvre (par mortalité ou par les demandes de la reconstruction) ce qui résulterait selon le rapport en une perte supplémentaire de 283 milliards K. Ceci est sans compter les pertes aux cocotiers qui une fois replantés prennent de 3 à 5 ans pour être productifs.
L’industrie compte pour 20 % des revenus dans la région de Rangoon mais seulement 7 % dans la Région d’Ayeyarwady. Les industries des régions affectées sont surtout des marais salants, des usines de transformation des crevettes et poissons, des moulins à farine de riz et quelques autres petites usines. Les pertes dans ce secteur, ainsi que celui du commerce, furent estimées à 2 000 milliards K. La plupart des pertes se sont retrouvées dans des parcs industriels de Yangon mais le dommage aux micro-industries et commerces, souvent dirigés par des femmes, a eu un effet dévastateur.

#### Humains
Selon le ministre birman des Affaires étrangères, le bilan au 5 mai 2008 était d’environ 10 000 morts et des dizaines de milliers de sans-abri. 
Six jours après le passage du cyclone, le bilan humain était révisé officiellement à 22 980 morts et 42 119 disparus mais selon plusieurs sources il était beaucoup plus important. La chargée d'affaires américaine en Birmanie, Shari Villarosa, a indiqué dès le 8 mai que le bilan pourrait même dépasser les 100 000 morts avec plus d’un million et demi de personnes dans les régions affectées ayant un besoin urgent d'une aide internationale.
Le 13 mai, le bilan officiel provisoire révisé mentionne 31 938 personnes tuées par Nargis, parmi lesquelles 40 % seraient des enfants selon l'Organisation non gouvernementale Save The Children, et 29 770 portées disparues. Le 16 mai, le bilan officiel s'alourdit à 77 738 morts et 55 917 disparus ce qui se rapproche du total estimé le 13 mai par la Croix-Rouge de 128 000 morts et plus de 2,5 millions de sinistrés,,. Le dernier bilan officiel de juillet 2008 fait état de 84 537 morts et 53 836 disparus. Au 17 juillet, le bureau de la coordination des affaires humanitaires des Nations unies estimait à 140 000 le nombre de morts, dont 55 % de femmes.
Selon le rapport de l'ASEAN de juillet 2008, plus de la moitié des ménages vivant dans la zone sinistrée ont perdu tout leur bétail, volailles et autres animaux et 55 % mentionnaient qu’au moment de l’évaluation, en juin, qu’ils n’avaient qu’une journée de vivre à leur disposition. Le personnel médical estima que la perte des centres de santé était pour causer des épidémies de maladies contagieuses par la diminution jusqu’à 83 % de la vaccination. Les accouchements étaient à risque également avec la perte des soins spécialisés. Finalement, l’accès aux médicaments, déjà  difficile, était réduit de 21 %.

## Réponse humanitaire et controverse

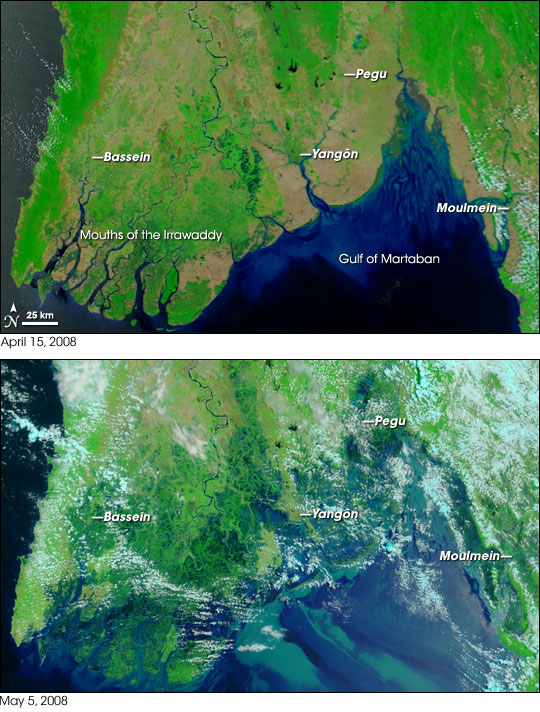
Avant et après le passage du cyclone (image de la NASA)

Après le cyclone qui a ravagé le sud-est de la Birmanie, le régime militaire du pays est resté de glace face aux offres d'aide. Les autorités ont déclaré le vendredi 9 mai dans le quotidien officiel New Light of Myanmar : « Le Myanmar n'est pas prêt à recevoir des équipes de recherche et de secours, ainsi que des équipes de journalistes, de pays étrangers ». Le pays, dit-on, « donne la priorité à la réception d'aides d'urgence et fait des efforts acharnés pour les faire transporter sans délai par ses propres travailleurs dans les zones affectées. À ce stade, la meilleure façon pour la communauté internationale d'aider les victimes est de donner de l'aide comme des médicaments, de la nourriture, des vêtements, des générateurs électriques et des matériaux pour les abris d'urgence, ainsi qu'une assistance financière. ».
C'est donc au compte-gouttes que vivres et médicaments sont arrivés par avions ou navires, depuis la Thaïlande et l’Inde, après le passage du cyclone. La junte a insisté pour faire la distribution par ses propres moyens, alors que ses bateaux et hélicoptères étaient en nombre restreint pour rejoindre les zones sinistrées, difficiles d'accès. Cette décision a été qualifiée de « sans précédent » par le Programme alimentaire mondial. Lors d'une conférence de presse organisée à Bangkok, le directeur régional du PAM, Anthony Banbury, s'est montré inquiet que l'organisme ne puisse envoyer les secours nécessaires et les travailleurs humanitaires dont l'expertise est essentielle pour organiser la distribution des vivres et des matériaux requis.  Il a fait cette déclaration alors que la communauté internationale avait jusqu'à ce moment promis 115 millions de dollars en aide. Selon AFP, le secrétaire général de l'ONU, Ban Ki-moon, a tenté dès le jeudi 8 mai de joindre le chef de la junte militaire birmane, le général Than Shwe, afin de l'inciter à accepter l'aide internationale. Son intervention fut vaine.
Le commandement de l'US Air Force dans le Pacifique a reçu finalement la permission d'envoyer des avions de transport C-130 Hercules pour transporter du matériel sur l'aéroport international de Yangon, à partir du 14 mai. Les six premiers appareils ont livré 400 000 tonnes métriques d'eau potable, de toiles de plastiques, de nécessaires d'hygiène, de couvertures, de filets anti-moustiques, de contenants pour transporter l'eau et de nourriture. Cependant, la junte insista pour faire la distribution par l'armée birmane.
Le 15 mai, les agences humanitaires de l'ONU ou non gouvernementales (ONG) estimaient à 2,5 millions le nombre de sinistrés mais n'avaient toujours pu atteindre que 270 000 de ceux-ci, le gouvernement refusant toujours de délivrer des visas aux spécialistes étrangers et de leur permettre de se rendre dans les zones les plus durement frappées. Seule une équipe médicale de la Thaïlande a été autorisée à se rendre dans le delta de l'Irrawaddy (ou Ayeyarwady), à partir du lendemain. La junte a aussi accepté la venue de 160 travailleurs humanitaires indiens, chinois, bangladais et thaïlandais sans préciser leur liberté de mouvement. L'ONU a annoncé qu'une équipe d'évaluation rapide de l'Association des nations de l'Asie du Sud-Est (ASEAN) se rendrait en Birmanie dans les 24 heures pour déterminer les besoins les plus urgents.
La population birmane s'organisa elle-même pour recueillir des denrées alimentaires et pour dégager les débris. Ceci s'est fait par des initiatives individuelles et de groupes communautaires, comme le FFSS du populaire acteur Kyaw Thu. La junte contraria les efforts de ces bénévoles alors qu'ils ont été arrêtés aux barrages fermant la région sinistrée et qu'il leur fut ordonné de laisser là leur cargaison pour qu'elle soit distribuée par l'armée. Plutôt que de risquer que cette aide se retrouve sur le marché noir, certains font demi-tour et d'autres en offrent une partie comme pot-de-vin aux soldats pour les laisser passer. Un étudiant en médecine a déclaré au retour d'un des centres gouvernementaux de réfugiés de Bogalay : « Je suis terriblement en colère. Ils ne veulent pas que nous restions, que nous parlions aux gens. Ils veulent que nous laissions notre aide pour qu'ils la distribuent ».

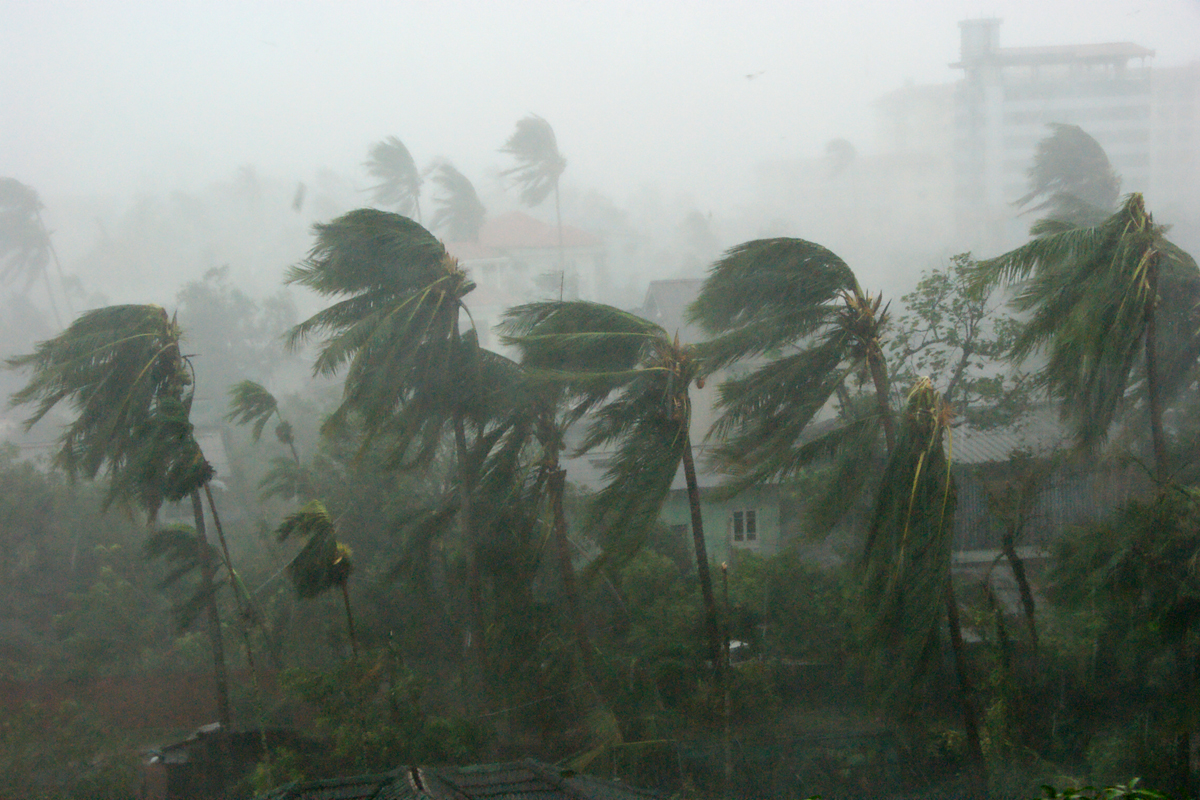
Vent et pluie avec Nargis le 3 mai 2008.

Le 20 mai, l'ONU a reçu le feu vert de la junte militaire birmane pour affréter neuf hélicoptères et acheminer des vivres aux victimes du cyclone alors que seuls 20 % des survivants avaient eu accès à l'aide internationale jusque-là. John Holmes, sous-secrétaire général des Nations unies pour les affaires humanitaires, avait été envoyé en Birmanie pour tenter de convaincre le gouvernement d'autoriser une plus grande intervention de l'aide internationale. Le 23 mai, après une rencontre entre Ban Ki-moon et Than Shwe dans la capitale Naypyidaw, l'ONU a annoncé que la junte militaire acceptait d'autoriser l'entrée de tous les travailleurs humanitaires pour aider les survivants, « tant qu'il s'agit de véritables travailleurs humanitaires et que l'on sait clairement ce qu'ils font ». L'ONU, qui comptait déjà une centaine d'employés sur place, précisa que les experts seraient les premiers sur le terrain afin d'évaluer les besoins.
Malgré cet accord, le 25 mai les autorités birmanes refusaient toujours de laisser accoster le bâtiment militaire français Mistral transportant 1 000 tonnes métriques d'aide humanitaire. Il mouillait au large de la zone sinistrée depuis le 17 mai. Le gouvernement français a alors décidé de procéder au déchargement du bateau à Phuket, en Thaïlande où elle serait réceptionnée par le PAM (Nations unies) avant d'être acheminée dans les zones sinistrées en Birmanie. D'autres navires des marines américaines et britanniques étaient également dans le secteur, prêts à débarquer aide et personnel, mais la junte refusait également de les laisser entrer de peur d'une invasion armée. Pendant ce temps à Rangoon, une conférence internationale des donateurs, organisée par l'ONU et l'ASEAN (Association des nations de l'Asie du Sud-Est), réunissait les représentants de 52 pays.
Le mardi 27 mai, l'ONU et Médecins sans frontières ont confirmé que les travailleurs humanitaires internationaux commençaient à gagner le delta de l'Irrawaddy, la Birmanie ayant enfin accordé un nombre significatif de visas à ceux-ci. Des hélicoptères ont également commencé à acheminer de la nourriture dans la zone. La porte-parole de l’Organisation mondiale de la santé (OMS), Maureen Birmingham, a déclaré que le risque d'épidémies demeurait important, surtout pour les maladies transmises par l'eau ou les moustiques. Le 2 juin, un mois après le passage de Nargis, la moitié des victimes du cyclone n'avaient toujours pas été secourues selon les ONG sur place et les blocages imposés par le gouvernement birman étaient toujours importants.
Le 4 juin 2008, après le refus du Mistral de la Marine nationale, c'est au tour des quatre navires de l'US Navy, conduits par le bâtiment d'assaut amphibie USS Essex (LHD-2), de quitter la zone après le refus de leur aide par la junte. Les autres navires sont les transports USS Juneau (LPD-10), USS Harpers Ferry (LSD-49) et le destroyer USS Mustin (DDG-89) .

### Référendum
D'autre part, la junte militaire a refusé de reporter un référendum constitutionnel, prévu le 10 mai, visant à ratifier une nouvelle Constitution. Seules les régions sinistrées ont vu le référendum repoussé au 24 mai. Ce texte, comportant des élections multipartites en 2010, a été unanimement décrié par l'opposition, menée par la lauréate du Prix Nobel de la paix Aung San Suu Kyi, qu'elle juge n'être qu'un essai d'officialiser l'emprise des militaires sur le pouvoir. Le vote s'est donc déroulé dans la majeure partie du pays et la télévision d'État a diffusé des clips musicaux enjoués appelant à voter « oui ». Les militaires se sont réjouis des résultats en déclarant le 15 mai avoir obtenu 92,4 % de « oui » et une participation de plus de 99 % des 22 millions d'électeurs inscrits. Un résultat visiblement truqué selon l'opposition et les organisations de défense des droits de l'homme à l'étranger.
En prévision du scrutin le 24 mai dans les zones touchées par Nargis, le gouvernement birman, davantage préoccupé par l'organisation du référendum que par l'aide aux sinistrés, a chassé les réfugiés qui avaient trouvé abri dans les écoles. En effet, la junte prévoyait de les utiliser comme bureaux électoraux malgré le fait que la majorité de la population dormait toujours dans des tentes plantées près de leurs maisons effondrées ou s'entassait dans des monastères et autres abris de fortune, sans pratiquement aucune aide sanitaire et alimentaire.